# Jana Koubková
Jana Koubková (ur. 31 października 1944 w Roztokach) – czeska artystka jazzowa i publicystka, określana jako nestorka czeskiego jazzu.

## Dyskografia
- 1983: Horký dech Jany Koubkové
- 1985: Bosa
- 2014: Jazz? Oh, Yes! (1976–2014)
- 2016: A tak si jdu...

## Publikacje
- (2000) Recepty proti samotě[3]
- (1999) Zutí provádím s chutí[4]
- (2014) Básně z jazzové dásně[5]